# 산겐야촌
산겐야촌(일본어: 三軒家村)은 일찍이 일본 오사카부 니시나리군에 존재했던 촌이다. 현재의 오사카시 다이쇼구의 일부에 해당한다.

## 역사
촌명은 겐와년까지 무주거지였던 간스케섬에 처음으로 세채의 민가가 들어선 데서 유래한다.
- 1889년 4월 1일 - 정촌제 시행에 따라 니시나리구 산겐야촌이 발족.
- 1897년 4월 1일 - 오사카시에 편입되어 니시구 소속이 됨.
- 1925년 4월 1일 - 미나토구 소속으로 변경.
- 1932년 10월 1일 - 다이쇼구 소속으로 변경.

## 참고문헌
- 尾野好三編『成功亀鑑』大阪実業興信所、1909年。
- 人事興信所編『人事興信録 第7版』人事興信所、1925年。
- 日本書房編『日本地名大辞典 第4巻』日本書房、1937 - 1938年。
- 人事興信所編『人事興信録 第13版 上』人事興信所、1941年。
- 『角川日本地名大辞典 27 大阪府』（가도카와 쇼텐、1983年） ISBN 978-4-04-001270-4。